# 1522 Kokkola
1522 Kokkola (1938 WO) là một tiểu hành tinh vành đai chính, được Liisi Oterma phát hiện tại Turku ngày 18.11.1938